# Marrow (Marvel Comics)
Marrow (conocida como Médula en España) es una supervillana ficticia que aparece en los cómics estadounidenses publicados por Marvel Comics. El personaje es más comúnmente asociado con la franquicia X-Men. Ella es una mutante cuyos huesos crecen fuera de su piel y pueden ser extraídos de su cuerpo, lo que le proporciona posibles cuchillos y garrotes, así como una armadura corporal.
Cuando era niña, los Morlocks, una banda de mutantes de aspecto grotesco que se escondían en túneles debajo de la ciudad de Nueva York, se llevaron a Marrow. Como adulta joven, formó la violenta célula de la Gene Nation hasta que, bajo las órdenes de la líder Morlock, Callisto, se unió a los X-Men para redimirse. Ella avanzó en controlar sus poderes y aprender un código moral, pero con el tiempo se encontró con el grupo paramilitar Arma-X.
Marrow apareció por primera vez como niña en Cable #15 (septiembre de 1994) y fue creada por el escritor Jeph Loeb y el artista David Brewer. Sin embargo, el escritor Scott Lobdell y el artista Joe Madureira de Uncanny X-Men definieron sus poderes y su temperamento. Más tarde apareció como Marrow en X-Men Prime de 1995.

## Historia

### Origen
Como una niña, la pequeña Sarah fue una de las supervivientes de la comunidad de parias mutantes conocidos como los Morlocks. Durante la llamada "Masacre Mutante", que diezmó a la comunidad Morlock, fue testigo del atque de los Merodeadores a Arcángel. Ella fue rescatada personalmente por Gambito, que aún no era miembro de los X-Men, y que en ese tiempo fue el responsable de guiar a los Merodeadores contra la comunidad morlock. Años más tarde, la mayoría de los Morlocks supervivientes (incluyendo a Sarah), aparentemente murieron cuando Mikhail Rasputín inundó los túneles. Aparentemente Sarah fue rescatada por la morlock Thornn. En realidad, un selecto grupo de Morlocks fue llevado por Mikhail a otra dimensión llamada "La Colina". Allí, Mikhail había establecido una ciudadela. La filosofía de la "supervivencia del más apto", fue lo único que rigió la sociedad de morlocks. Si alguien pudiera llegar a la cima de "La Colina", era considerado "apto" y digno de ser parte de Gene Nation. 
La exlíder de los Morlocks, Callisto, cuidó de la pequeña Sarah durante este período y mostró una actitud maternal hacia la joven. Cuando sus poderes se manifestaron plenamente, Sarah fue enviada a los combates. Ahora llamada Marrow (Médula), Fue considerada por Mikhail como apta para unirse a su equipo de elite: Gene Nation, que finalmente se convirtió en un grupo terrorista, cuya misión era castigar a los seres humanos por su odio hacia los mutantes, y ya de paso, vengar a los Morlocks caídos en la masacre.

### Gene Nation
En la dimensión de "La Colina", el tiempo pasó más rápidamente que en la Tierra, y cuando Marrow y varios otros miembros de Gene Nation (de los cuales ella se había convertido en líder) volvieron a la Tierra, descubrieron que solo unos pocos años habían pasado durante su ausencia. Marrow y los demás miembros de Gene Nation iniciaron una campaña terrorista homicida contra los seres humanos. Después de algunas batallas inconclusas con los X-Men y con Generación X, Gene Nation fue finalmente derrotada por los X-Men. Marrow combatió a Cable y a la x-man Tormenta, quién había dirigido a los Morlocks en el pasado. Tormenta combatió a Marrow, y al final, le arrancó el corazón. Sin embargo, debido a que su condición mutante la dotó de dos corazones, ella sobrevivió. Marrow finalmente se reunió con Callisto, y mientras continuaban con sus actividades terroristas, Callisto trató de frenar las tendencias violentas de Marrow.

### X-Men
Después de una batalla con Cable, Marrow y Callisto regresaron a la acción. Ellas trataron de asesinar al activista Henry Peter Gyrich, siendo combatidas por Spider-Man. Su batalla fue interrumpida por un Centinela Prime en medio de la Operación: Cero Tolerancia. Callisto fue herida y envió a Marrow a buscar la ayuda de los X-Men. Luego de formar equipo con el Hombre de Hielo y Cecilia Reyes, Marrow fue al Instituto Xavier. Convencida por Callisto, ella se unió a los X-Men por un tiempo. Durante este tiempo, ella tuvo roces con Wolverine, y sintió una fuerte atracción hacía su compañero de equipo, Bala de Cañón. Cuando el equipo estuvo bajo el ataque del Rey Sombra, Marrow fue torturada por el villano.
Marrow también participó en las luchas contra los N'Garai, la Quinta Hermandad de mutantes diabólicos y Magneto.
Durante una aventura en otra dimensión, Gambito, incapaz de controlar sus poderes, lesionó a Marrow. Eventualmente, los X-Men viajaron al pasado para terminar en el planeta Skrull, poco tiempo antes de que la entidad cósmica conocida como Galactus lo destruyera. Un dispositivo médico skrull le dio un mayor control sobre sus poderes, dándole una mucho mejor apariencia física.
Marrow dejó a los X-Men en la brecha de seis meses anterior a la saga "Revoluciones", aunque sus razones para hacerlo nunca se especificaron.

### Arma X
Marrow sufrió un "lavado de cerebro" a manos de SHIELD, y bajo el alias de "Sarah Rushman", fue utilizada como un agente especial. Ella tenía una doble personalidad, y tuvo que ser inyectada periódicamente para mantener sus memorias implantada. Con la ayuda de Spider-Man (que brevemente confundió la personalidad de Sara con la de su esposa Mary Jane Watson, que él creía muerta en ese momento), se liberó del control de SHIELD al fingir un suicidio.
Más tarde, Marrow fue reclutado por la más reciente encarnación de Arma X, que volvió a normalizar su apariencia y sus poderes. Sin embargo, ella traicionó a Arma-X al descubrir sus intenciones anti-mutantes. Ella utilizó los restos del búnker subterráneo de Cable para reformar el grupo de Gene Nation, y como su líder, condujo varios ataques terroristas en Arma X hasta que el resto del grupo se autosacrificó.

### Día-M
Marrow fue vista como un portavoz de un grupo de Morlocks después del llamado "Día-M". Ella dio una entrevista a la periodista Sally Floyd para su reportaje sobre los mutantes que quedaron sin poderes. Marrow se mantuvo bajo tierra para proteger y dar esperanza a los pocos mutantes que quedan y los que temen ir a la superficie para llevar una vida normal.

### X-Cell
Marrow reapareció como miembro de X-Cell, un grupo terrorista ex-mutantes que creía que el Día-M fue causado por el gobierno de los EE. UU. Como parte de X-Cell, Marrow se reunió con Callisto y enfrentaron a la Agencia de investigadores X-Factor. Después de un giro de los acontecimientos, ella y Callisto descubrieron la verdad acerca de quién era el responsable: Quicksilver. Tras ser gravemente heridas, Marrow y Callisto huyeron de X-Factor y el gobierno a través de las alcantarillas.

### Fuerza-X
Tiempo después, Marrow reapareció como miembro de una nueva encarnación de Fuerza-X y con sus poderes intactos. Ella supuestamente fue secuestrada y objeto de experimentos que dejaron sus recuerdos borrados y con sus poderes de regreso. Sin embargo, más tarde se reveló que Marrow no fue secuestrada, sino que se acercó voluntariamente a Volga, el responsable de devolver sus poderes a los antiguos mutantes, para un procedimiento experimental para restaurar su poder. Marrow estaba embarazada y a pesar de los grandes riesgos que esto representaba para su hijo, aceptó el procedimiento. Este fue exitoso y los poderes de Marrow fueron restaurados a costa de su hijo. Ella fue dada por muerta y abandonada en Alejandría, donde fue encontrada por Cable, quien le proporcionó un collar inhibidor construido por el Doctor Nemesis para reprimir sus recuerdos y controlar sus poderes.

### Imperio Secreto
Marrow es una de las mutantes residentes en Nueva Tian, la población de mutantes de California. Más tarde se une a la nueva Hermandad de Mutantes de Magneto, quienes atacaron un mitin anti-mutante en Washington D. C.. Algún tiempo después, aparecería en una sesión de terapia grupal de autoayuda para mutantes que sufrían de debilidad debido a sus habilidades.

### Desunidos y Amanecer de X
Después de que un evento masivo que distorsionara la realidad causado por Nate Grey dejó a gran parte de la población mutante diezmada una vez más, Marrow y un par de otros mutantes trabajan con Emma Frost en su nuevo Club Fuego Infernal.
Tiempo después de que se estableciera una nueva nación mutante de Krakoa, el Profesor X ofreció amnistía a todos los mutantes en forma de una invitación a su nación insular personal. Marrow aceptó la oferta y se convirtió en una ciudadana debidamente reconocida de la nación mutante.

## Poderes
Antes del Día-M, Marrow era una mutante con la capacidad de generar el crecimiento de su estructura esquelética. Inicialmente, este era un poder incontrolable, pero después de la mejora causada en el centro médico skrull, y más tarde por Arma-X, pudo finalmente controlarlo. Ella utilizaba esta facultad de muchas maneras, incluyendo la creación armas como lanzas y proyectiles. También poseía un factor de curación y un sistema inmunológico mejorado, así como 2 corazones. Sus huesos también son mucho más fuertes que los de un humano normal. Marrow también poseía reflejos, agilidad y fuerza sobrehumana.

## Otras Versiones

### Era de Apocalipsis
Marow apareció en esta línea temporal, hasta la miniserie que conmemoró los diez años de esta saga. Apareció como miembro de los Morlocks.

### House of M
Marrow era miembro de la llamada "Guardia Roja", junto con Rogue y Sandman.

### Ultimate Marrow
En el Universo Ultimate Marvel, Marrow es alumna de la escuela de Emma Frost

## En otros medios

### Televisión
- Marrow apareció en la serie Wolverine and the X-Men, interpretada con la voz de Tara Strong. Primero dudó del liderazgo de Charles Xavier cuando los Centinelas llevaron a Cerebro al campamento. Más tarde se salvó de ser aplastada por un Centinela por el Profesor X. En un episodio posterior, la futura Marrow se hace amigo de un Centinela reprogramado llamado "Rover". Cuando Rover es destruido debido a la decisión de Bishop de usarlo como un señuelo contra otros Centinelas, Marrow decide ayudar a los Centinelas contra Charles Xavier, ya que su presencia en el futuro causó la muerte de su única y verdadera amiga. Esta relación con Rover es una versión de la breve serie Centinela y tiene elementos de trama similares a los de Tom Skylark y Rover en Grant Morrison's "Here Comes Tomorrow "proviene de New X-Men. Sin embargo, aunque no pretendía que nadie más saliera herida, los Centinelas la traicionan y atacan. Ella y Polaris más tarde ayudan al Profesor X en la lucha contra Master Mold.

- En X-Men: Evolution aparece un personaje creado para la serie llamado Spyke quién es el sobrino de Tormenta y tiene los mismos poderes que Marrow. Los fanes especulan con que Spyke fue inspirado en Marrow aunque los creadores han declarado que antes de introducir a Spyke, no conocían a Marrow.[16]

### Película
- Marrow hizo un cameo como sujeto de prueba de Arma X en la película de cómic de 2016, Deadpool. Se puede ver a una mujer con huesos que sobresalen de su espalda mientras Wade Wilson ingresa a las instalaciones del Arma X en un intento por curar su cáncer.[cita requerida]

### Videojuegos
- Marrow aparece como un personaje jugable en Marvel vs Capcom 2: New Age of Heroes.
- Marrow hace una aparición de fondo en Ultimate Marvel vs Capcom 3 en un póster de Days of Future Past -esqe; dice que fue asesinada.

- Marrow también aparece como un jefe en el juego X-Men Legends. Ella lidera tanto a los Morlocks como a Gene Nation. Ella finalmente se pone del lado de la Hermandad después de que ella arregla la captura del Curador, hasta que se le informa que la Hermandad no se preocupa por su gente. En X-Men Legends II: Rise of Apocalypse, durante la invasión de Apocalipsis en Nueva York, Moira MacTaggert menciona que ha sobrevivido junto con la mayoría de su gente Morlock de Apocalipsis y el ataque de Mister Siniestro en Nueva York. declarado como ayudando en ayuda a los refugiados.